# Can Vila (Sant Martí de Llémena)
Can Vila és una obra de Sant Martí de Llémena (Gironès) inclosa a l'Inventari del Patrimoni Arquitectònic de Catalunya.

## Descripció
És un conjunt format per la pallissa i la masia. El primer és molt senzill i molt modificat. Davant té l'era. La masia és de planta irregular, de planta baixa i un pis, teulat a dues aigües i carener perpendicular a la façana principal. Realitzada en pedra sense arrebossar.
L'accés es produeix per una mena de pati al que s'hi accedeix per una porta de llinda plana de fusta. Al costat esquerre, un cop entrat, hi ha un pou semicircular adossat a la tanca. A mà dreta hi ha el cobert d'eines, més actual. La façana principal té una porta de modillons per anar a les quadres, que són de planta baixa i estan situades al costat dret de la façana, igual que un cos sobresortit amb el mateix pendent que el teulat i amb badius de pilar quadrat al mig de la planta superior. La masia presenta una escala de construcció més recent, que porta al primer pis.
La resta de façanes tenen composició diversa de finestres de llinda planera, alguna de modillons i de llinda recta. La façana principal en té dos de modillons al primer pis.